# San Bartolomé de la Cuadra
San Bartolomé de la Cuadra (en catalán y oficialmente Sant Bartomeu de la Quadra) es un núcleo de población perteneciente al término municipal de Molins de Rey. Está situado en la sierra de Collserola, en un collado entre la riera de Santa Creu y la riera de Vallvidrera, a una altura media de 150 metros sobre el nivel del mar. En 2023 tenía 278 habitantes (INE).
La orografía se ve muy condicionada por su hidrología: el área urbanizada está compuesta, por un lado, por el torrente de las Peñas, y, por otro lado, por la riera de Sant Bartomeu. El relieve es accidentado con desniveles de 15 a 25 metros y pendientes pronunciadas.

## Patrimonio monumental
La iglesia parroquial de Sant Bartomeu de la Quadra, seguramente románica, fue demolida en 1936. Con las mismas piedras se construyó un nuevo templo en 1947, de una nave, al que más tarde se añadió el altar del Santísimo, el campanario y otras dependencias.
La iglesia antigua conservaba un retablo gótico del siglo XV dedicado a San Bartolomé, con escenas de la vida y martirio del apóstol.